# コンプリート・ロボット
『コンプリート・ロボット』（The Complete Robot ）は、アイザック・アシモフのSF小説短編集。1982年に刊行された。

## 概要
タイトル通り、出版時までに書かれたアシモフのロボット物SF短編をまとめたもの。晩年に書かれた「キャル」など数編は収録されていない。『われはロボット』『ロボットの時代』収録の全短編に加え、他の短編集の収録作や初収録作など全31編が含まれている。ロボット物の他、マルチバックなどのコンピュータ物作品も一部含まれている。
初収録作のひとつ「ミラー・イメージ」は、『鋼鉄都市』などのロボット長編シリーズのイライジャ・ベイリとR・ダニール・オリヴォーの名コンビが活躍する作品である。
日本語訳は2004年にソニー・マガジンズより刊行されている（小尾芙佐・訳、ISBN 978-4789723435）。一部の収録作品は、既刊の日本語訳短編集収録のものと題名が異なっているので注意が必要である。

## 収録作品
既刊日本語訳短編集の収録作品については別題と収録書を併記した。
- 親友 A Boy's Best Friend
- サリーはわが恋人 Sally　（『サリーはわが恋人』）
- いつの日か Someday　（『地球は空き地でいっぱい』）
- 物の見方 Point of View
- 考える! Think!
- ほんとうの恋人 True Love
- AL76号失踪す Robot AL-76 Goes Astray　（『ロボットの時代』）
- 思わざる勝利 Victory Unintentional　（『ロボットの時代』）
- かくて楽園にあり（天国の異邦人） Stranger In Paradise　（『聖者の行進』）
- 光の詩（光の韻律）Light Verse　（『木星買います』）
- 人種差別主義者 Segregationist　（『サリーはわが恋人』）
- ロビイ Robbie　（『われはロボット』）
- みんな集まれ Let's Get Together  　（『ロボットの時代』）
- ミラー・イメージ Mirror Image
- 三百周年事件（三百年祭殺人事件） The Tercentenary Incident  　（『聖者の行進』）
- 第一条 First Law　（『ロボットの時代』）
- 堂々めぐり Runaround　（『われはロボット』）
- われ思う、ゆえに… Reason　（『われはロボット』）
- 野うさぎを追って Catch That Rabbit　（『われはロボット』）
- うそつき Liar!　（『われはロボット』）
- お気に召すことうけあい Satisfaction Guaranteed　（『ロボットの時代』『地球は空き地でいっぱい』）
- レニイ Lenny　（『ロボットの時代』）
- 校正 Galley Slave　（『ロボットの時代』）
- 迷子のロボット Little Lost Robot　（『われはロボット』）
- 危険 Risk　（『ロボットの時代』）
- 逃避 Escape!　（『われはロボット』）
- 証拠 Evidence 　（『われはロボット』）
- 災厄のとき The Evitable Conflict　（『われはロボット』）
- 女性の直感（女の直感） Feminine Intuition　（『聖者の行進』）
- 世のひとはいかなるものなれば…（心にかけられたる者） ...That Thou art Mindful of Him　（『聖者の行進』）
- 二百周年を迎えた人間（バイセンテニアル・マン） The Bicentennial Man　（『聖者の行進』）